# Hirondellea trioculata
Hirondellea trioculata is een vlokreeftensoort uit de familie van de Hirondelleidae. De wetenschappelijke naam van de soort is voor het eerst geldig gepubliceerd in 1889 door Chevreux.